# تشكر أباد (بمبور الشرقي)
تشکر أباد (بالفارسية: چکرآباد) هي قرية تقع في إيران في قسم بمبور الشرقي الريفي. يقدر عدد سكانها بـ 156 نسمة بحسب إحصاء 2016.